# Città di Teramo 1913
Città di Teramo 1913, zkráceně jen Teramo je italský fotbalový klub hrající v sezóně 2024/25 ve 4. italské fotbalové lize sídlící ve městě Teramo v regionu Abruzzo.

## Změny názvu klubu
- 1929/30 – AS Teramo (Associazione Sportiva Teramo)
- 1930/31 – 1932/33 – AS SG Gran Sasso Teramo (Associazione Sportiva Società Ginnastica Gran Sasso Teramo)
- 1933/34 – 1935/36 – SS Gran Sasso (Società Sportiva Gran Sasso)
- 1936/37 – 1938/39 – AP Interamnia (Associazione Polisportiva Interamnia)
- 1939/40 – 1943/44 – AS Teramo (Associazione Sportiva Teramo)
- 1944/45 – SC Interamnia (Società Calcistica Interamnia)
- 1945/46 – Libertas Teramo (Libertas Teramo)
- 1946/47 – 1947/48 – SS Teramo (Società Sportiva Teramo)
- 1948/49 – 1954/55 – AS Teramo (Associazione Sportiva Teramo)
- 1955/56 – 1956/57 – SS Teramo (Società Sportiva Teramo)
- 1957/58 – 1967/68 – AS Teramo (Associazione Sportiva Teramo)
- 1968/69 – 1972/73 – US Teramo (Unione Sportiva Teramo)
- 1973/74 – 2007/08 – Teramo Calcio (Teramo Calcio)
- 2008/09 – SSD Real Teramo (Società Sportiva Dilettantistica Real Teramo)
- 2009/10 – 2011/12 – SSD Teramo Calcio (Società Sportiva Dilettantistica Teramo Calcio)
- 2012/13 – 2021/22 – SS Teramo Calcio (Società Sportiva Teramo Calcio)
- 2022/23 – Città di Teramo 1913 (Città di Teramo 1913)

## Získané trofeje

### Vyhrané domácí soutěže
- 4. italská liga ( 3x )

1973/74, 1985/86, 2001/02

## Historie
Klub byl založen 25. srpna 1929 jako Associazione Sportiva Teramo i když fotbal ve městě Teramo se hrál již od roku 1913. Prvním předsedou klubu byl jmenován Francesco Paolone. Po první odehrané sezoně 1929/30 klub pozastavuje činnost kvůli finanční krizi a místo ní zaujímá místo nově vytvořený klub Associazione Sportiva Società Ginnastica Gran Sasso Teramo.
V roce 1946 byli kluby Libertas Teramo a Associazione Sportiva Gran Sasso spojeny do jednoho Società Sportiva Teramo. Další spojení dvou klubů bylo v roce 1968, to se Associazione Sportiva Teramo a Gruppo Sportivo Interamnia spojili a vznikl klub Unione Sportiva Teramo.
Dne 15. července roku 2008 se klub kvůli finančních důvodů nepřihlásil do žádné soutěže a tak vzniká klub nový Società Sportiva Dilettantistica Real Teramo a začíná hrát až v soutěži Promozione (7. liga). Sezonu 2014/15 již hraje 3. ligu a dokonce svou skupinu vyhrává, jenže kvůli zmanipulovaní zápasu byl jim odebrán postup do 2. ligy.
Nejlepší umístění ve 3. lize je tak 3. místo ze sezon (1940/41, 1974/75 a 1975/76).

## Účast v ligách
| Úroveň soutěže | Název soutěže (nynější název) | První hraná sezona | Poslední hraná sezona | celkem odehraných sezon |
| -------------- | ----------------------------- | ------------------ | --------------------- | ----------------------- |
| 3              | Serie C                       | 1939/40            | 2021/22               | 26                      |
| 4              | Serie D                       | 1948/49            | 2024/25               | 39                      |
| 5              | Eccellenza                    | 1992/93            | 2023/24               | 5                       |

## Trenéři

### Známí trenéři v klubu
- Luigi Delneri (1990–1991)
- Roberto Pruzzo (1999–2000)

## Fotbalisté

### Známí hráči v klubu
- Enrico Chiesa – (1990/91) reprezentant
- Julio César de León – (2006) reprezentant  medailista z CA 2001
- Gianluca Lapadula – (2014/15) reprezentant
- Florian Myrtaj – (1999/00, 2000–2002, 2006/07) reprezentant
- Simone Pepe – (2002/03) reprezentant
- Richard Lašík – (2019–2021) reprezentant

## Česká stopa

### Hráč
- Jan Polák (2019)